# Paul Malliavin
Pour les articles homonymes, voir Malliavin.
Paul Malliavin, né le 11 septembre 1925 à Neuilly-sur-Seine et mort dans la même ville le 3 juin 2010, est un mathématicien français.

## Biographie
Il est le fils de l'avocat et journaliste René Malliavin, fondateur de Rivarol.
En 1954, Paul Malliavin passe à Paris sa thèse, Sur quelques procédés d'extrapolation, sous la direction de Szolem Mandelbrojt. À partir de 1973 il est professeur à l'université Pierre-et-Marie-Curie.
Il acquiert la célébrité en résolvant un problème important d'analyse harmonique (Impossibilité de la synthèse spectrale sur les groupes abéliens non compacts, en 1959). En analyse stochastique, le  « calcul de Malliavin  » qu'il a fondé est de plus en plus utilisé en mathématiques financières depuis les années 1990. Malliavin l'avait introduit à l'origine en 1978 pour étudier la régularité des équations différentielles stochastiques. Ceci permit d'introduire la différentiation stochastique, complétant ainsi les intégrales stochastiques du calcul d'Itō. Il est aussi l'un des fondateurs de la géométrie différentielle stochastique et de la théorie du mouvement brownien sur les variétés riemanniennes (avec James Eells, Kiyoshi Itō et Paul-André Meyer).
Parmi ses anciens élèves, il y a Gérard Letac et Ana Bela Cruzeiro.
Malliavin a été conférencier invité au congrès international des mathématiciens en 1962 à Stockholm et en 1982 à Varsovie. Il était membre de l'Académie des sciences.
Il meurt le 3 juin 2010 à Neuilly-sur-Seine.

### Vie privée
Il épouse en 1965 Marie-Paule Brameret (en) (1935-2019). Il est le père de la biochimiste Thérèse Malliavin et de l'ingénieur en chef de l'armement Marie-Joseph Malliavin.

## Prix et distinctions
- 1972 : Prix Servant
- 1974 : Prix Gaston Julia [3].

Malliavin est conférencier invité au Congrès international des mathématiciens (ICM) en 1962 à Stockholm avec une intervention intitulée Ensembles de résolution spectrale, puis en 1983 à Varsovie sur Analyse différentielle sur l'espace de Wiener. Il est membre de l'Académie des sciences et de l'American Academy of Arts and Sciences.